# Joseph Moses Juran
Joseph Moses Juran (Braila, 24 de dezembro de 1904 — Rye, 28 de fevereiro de 2008) foi um consultor de negócios famoso por seu trabalho com qualidade e gestão da qualidade.

## Biografia
Nascido em 24 de dezembro de 1904 na cidade de Braila, Romênia, Joseph Moses mudou-se para Minnesota, Estados Unidos, em 1912. Vindo de uma família judaica de origem humilde, Juran destaca-se na escola devido a sua habilidade matemática, sendo também um excelente jogador de xadrez. Em 1920, ingressa na Universidade de Minnesota e, cinco anos depois, forma-se em Engenharia Elétrica.
Ele inicia sua carreira como gestor de qualidade na Western Electrical Company e, em 1926, é convidado a participar do Departamento de Inspeção Estatística da empresa no qual ficou responsável pela aplicação e disseminação das novas técnicas de controle estatístico de qualidade, possibilitando uma rápida ascensão na organização. Como chefe do departamento, publicou seu primeiro artigo sobre qualidade relacionada à engenharia mecânica em 1935.
Transferido para a sede da empresa em Nova Iorque sob o cargo de chefe de Engenharia Industrial, Juran, em visitas a outras companhias, ampliou sua visão a respeito de métodos de gestão de qualidade. Neste período, também se dedicou ao estudo do Direito, obtendo seu diploma pela Loyola University Chicago School of Law.
Após a Segunda Guerra Mundial, Juran decide deixar a empresa e iniciar sua carreira como consultor, além de dedicar-se ao estudo da gestão da qualidade. Atuou também como professor na Universidade de Nova Iorque onde lecionava cursos de controle de qualidade e promovia seminários para executivos. Também desenvolveu projetos de consultoria para Gilette, Hamilton Watch Company e Borg-Warner. Sua obra mais clássica, Quality Control Handbook, publicada pela primeira vez em 1951 e ainda considerada como referência para todo gestor de qualidade, despertou o interesse dos japoneses que, no período pós-guerra, preocupados com a reconstrução de sua economia, convidaram-no para ensiná-los os princípios de gestão de qualidade. Juntamente com W. Edwards Deming, é considerado o pai da revolução da qualidade do Japão e um dos colaboradores na sua transformação em potência mundial.
Em 1979, Juran funda o Juran Institute para facilitar a disseminação de suas ideias através de livros, vídeos e outros materiais. É considerada atualmente uma das mais importantes consultorias de gestão de qualidade do mundo. Mesmo após a morte de seu idealizador, em 2008, o instituto continua a auxiliar empresas na otimização da qualidade, além de manter acessíveis as contribuições de Joseph Juran.

## Juran Management System (JMS)
Resultado de mais de 50 anos de estudos, este sistema, cujo desenvolvimento iniciou-se em meados da década de 50 na Toyota, continua a aperfeiçoar-se com o decorrer do tempo, sendo caracterizado como o primeiro a atribuir a qualidade à estratégia empresarial.Para Juran, existem duas formas de se definir qualidade. A primeira delas é utilizada para designar um produto que possui as características procuradas pelo consumidor e, portanto, é capaz de satisfazê-los. De acordo com esta perspectiva, a alta qualidade implica altos custos. No entanto, qualidade também pode caracterizar a existência mínima ou ausência de falhas e deficiências e, portanto, menores custos. Juran também classifica qualidade nas seguintes categorias:
Qualidade do Projeto:
- Pesquisa de mercado
- Concepção do produto
- Especificações do projeto

Qualidade de conformidade:
- Tecnologia
- Potencial humano
- Gerenciamento

Serviço de campo:
- Pontualidade
- Competência
- Integridade

A essência do JMS para o gerenciamento da qualidade é denominada Trilogia de Juran e é constituída dos seguintes conceitos:

### Planejamento da qualidade
Processo de preparação para encontrar as metas de qualidade. Para isso, faz-se necessário:
- Identificar quem são os consumidores;
- Identificar as necessidades destes consumidores;
- Traduzir essas necessidades para o próprio idioma;
- Desenvolver um produto que atenda às necessidades dos consumidores;
- Otimizar o produto para que ele atenda tanto às nossas necessidades como às necessidades dos consumidores;
- O cuidado em identificar pontos críticos no aumento do diálogo entre os diferentes setores produtivos talvez venha a ressaltar a relatividade dos paradigmas corporativos.

### Controle da qualidade
Processo de encontro das metas de qualidade estabelecidas durante as operações. É usado para evitar ou corrigir eventos indesejáveis ou inesperados. Confere estabilidade e consistência.
- Provar que o processo pode fabricar um produto sob condições de operação com o mínimo de inspeção.

### Melhoria da qualidade
Processo de melhoria contínua da qualidade por meio de mudanças planejadas, previstas e controladas, afim de prevenir riscos inerentes ao processo.
- Desenvolver um processo que seja capaz de produzir o produto certo
- Otimizar este processo

O conceito de breakthrough definido por Juran estabelece que melhorias alcançadas devem ser incorporadas como novos padrões para que não haja perdas nos níveis de qualidade. As metodologias acima são essenciais para qualquer organização, segundo Juran.
O JMS também tem como objetivo mudar a cultura das empresas. Juran acreditava que o fator humano era essencial para o gerenciamento da qualidade e que a resistência a mudanças era a fonte dos problemas de qualidade. Incentivando a educação e o treinamento dos gestores, o consultor propunha os seguintes comportamentos:
- Estar disposto a entender as necessidades dos clientes e a satisfazê-los
- Proporcionar alta qualidade de produtos e serviços e, ao mesmo tempo, reduzir custos
- Estar envolvido para identificar as necessidades dos clientes
- Treinar todos os níveis hierárquicos nos processos de gerenciamento para a qualidade
- Agregar metas de qualidade ao planejamento de negócios
- Fornecer participações à força de trabalho
- Altos gerentes devem ter a iniciativa de realizar a gestão de qualidade

Gostaria de enfatizar que o julgamento imparcial das eventualidades promove a alavancagem das posturas dos órgãos dirigentes com relação às suas atribuições.

## Princípio de Pareto
Joseph Juran expandiu o Princípio de Pareto proposto por Vilfredo Pareto em 1941 para a esfera organizacional, na qual 80% dos problemas são causados por 20% das causas. No entanto, ele enfatiza que não se podem desprezar as demais causas.

## Obras
- Managerial Breaktrough (McGraw-Hill, 1964);
- Quality Planning and Analysis (McGraw-Hill, 1980) com Frank Gryna;
- Juran on Quality Improvement Workbook (Juran Enterprises, 1981);
- Quality Control Handbook (McGraw-Hill, 1988);
- Juran on Planning for Quality (Free Press, 1988);
- Managerial Breakthrough (McGraw-Hill, 1995);
- A History of Managing Quality (ASQC Quality Press, 1995).